# Natalja Wladimirowna Kodrjanskaja
Natalja Wladimirowna Kodrjanskaja (russisch Наталья Владимировна Кодрянская), auch: Natalie Codray; geborene von Gerngross (russisch фон Гернгросс, * 10. November 1901, nach anderen Angaben 2. Dezember 1901 in Bessarabien; † Februar 1983 in Élancourt) war eine emigrierte russische Schriftstellerin und Memoirenschreiberin.

## Biografie
Kodrjanskaja entstammte der Familie eines Generals aus dem livländischen Adelsgeschlecht Gerngross. Nachdem sie eine Schule für höhere Töchter in Moskau absolviert hatte, wanderte sie wegen der Revolutionswirren 1919 mit ihrer Familie nach Genf aus. In Genf lernte sie den Arzt Isaak Benjaminowitsch Kodrjanski (russisch Исаак Вениаминович Кодрянский) (* November 1894 in Baku; † Juli 1980 in Élancourt) kennen, den sie 1927 heiratete. Bald darauf siedelte Kodrjanskaja nach Paris um. Vor Beginn der Besetzung Frankreichs im Jahr 1940 zog die Familie durch Portugal, um von dort aus nach New York zu emigrieren, wo sie die amerikanische Staatsbürgerschaft erhielt, wobei Natalja Kodrjanskaja ihren Namen in Natalie Codray änderte. Ihr Ehemann nannte sich nun Jacques Isaac Codray.
Nach dem Krieg kehrte sie mit ihrem Gatten nach Frankreich zurück: Von da an lebte sie abwechselnd in New York, dann in Élancourt bei Paris, wo sie ein Anwesen erwarb. Während ihr Gatte als Vertreter einer deutschen Glühbirnenfirma tätig war, gelang es ihr 1950 ihr erstes Buch Märchen mit einem Vorwort von Alexei Michailowitsch Remisow in Paris veröffentlichen zu lassen. Kodrjanskaja pflegte langjährig einen regen Austausch mit Remisow und betrachtete sich als seine Schülerin. 1959 veröffentlichte sie die Monografie Alexej Remizov, und 1977 gab sie die Sammlung Remizov in seinen Briefen heraus.

## Werke (Auszug)
- Märchen (Paris, 1950), illustriert von Natalia Goncharova
- The Globe Man (Глобусный человечек, 1954; illustriert von F. S. Rozhankovsky)[2]
- Alexej Remizov (Алексей Ремизов), Monografie (1959)
- The Golden Gift (1964; illustriert von Y. Annenkov)
- Remizov in seinen Briefen (Ремизов в своих письмах, 1977); mit Fotos der Autorin[3]
- Veröffentlichungen in Novy Zhurnal, Novoselye, sowie in den Zeitungen New Russian Word, Russian Thought.